# Михайлово-Тезиково
Миха́йлово-Те́зиково (ранее Старое Тезиково) — село Наровчатского района Пензенской области в составе Виляйского сельсовета, на левом берегу реки Мокши. На 1 января 2004 года — 58 хозяйств, 130 жителей. 

## История
Основано село не позднее 1648 года, упоминается в 1678 году. В 1691 году — деревня Старая Тезикова, В 1714 году фиксируется как село Михайловское, Тезиково тож, в селе помещик Семен Мельситов, у него 41 крепостная душа. Первая часть названия — по церковному престолу во имя Михаила Архангела (известна с 1652 года), вторая — от фамилии Тезиков; в документах начала XVIII века в окрестных селах зафиксированы однодворцы и дворяне Тезиковы. В 1877 — в Рождественско-Тезиковской волости, 52 двора, церковь.

### Численность населения
- 1864—221,
- 1877—357,
- 1926—527,
- 1959—321,
- 1979—269,
- 1989—170,
- 1996—164.

## Известные уроженцы
Архангельский, Александр Андреевич — русский хоровой дирижёр и композитор, Заслуженный артист РСФСР.

## Достопримечательности
Храм во имя Архистратига Михаила — каменный, однопрестольный. Построен в 1831 г. на средства гвардии-прапорщика Василия Иосифовича Мацыева и освящен 12 июля того же года. Каменная колокольня построена в 1848 г. на средства пономаря этой церкви Филиппа Васильевича Секторова.